# Francisco de Hoces
Francisco de Hoces († vermutlich 1526 im Pazifik) war ein spanischer Seefahrer. Er gilt als mutmaßlicher Entdecker der Drakestraße.
1525 beteiligte sich Hoces an der Expedition García Jofre de Loaísas, die die Entdeckung eines Seewegs zu den Gewürzinseln via Atlantik und Pazifik durch Umrundung der Südspitze Südamerikas zum Ziel hatte.
Hoces kommandierte die San Lesmes, welche im Januar 1526 bei der Osteinfahrt der Magellan-Straße von Südwinden erfasst wurde und abgetrieben wurde. Dabei soll Hoces bei 56° S das Ende des Landes und offene Gewässer gesehen haben.
Von Seefahrtshistorikern wird angenommen, dass es sich bei dem von Hoces beschriebenen Punkt entweder um Kap San Diego (den südöstlichsten Punkt Feuerlands) oder um Kap San Juan (auf Isla de los Estados) gehandelt hat. In beiden Fällen hätte Hoces aber die Wasserstraße zwischen Pazifik und Atlantik (die heutige Drakepassage, die Francis Drake erst 1578 entdeckte und die von Willem Schouten erst 1616 erstmals befahren wurde) erreicht. Aus diesem Grund wird die Drakepassage in spanischen, chilenischen und argentinischen Quellen auch als Mar de Hoces bezeichnet.
Nachdem Loaísas Schiffe den Pazifik erreicht hatten, wurde die San Lesmes im Mai 1526 endgültig vom Verband getrennt. Seither fehlt von der Karavelle jede Spur. Das Schicksal von Hoces und seiner Crew ist seither Basis zahlreicher Spekulationen. Diese fußen auf europäischen Spuren im Südpazifik, die auf das 16. Jahrhundert datiert werden. So wurde beispielsweise spekuliert, dass Hoces die Osterinsel, Polynesien oder sogar Neuseeland erreicht und somit diese Region bereits Jahrhunderte vor den folgenden Südseefahrern entdeckt haben könnte.